# Ouragan Marilyn
L'ouragan Marilyn de 1995 est la treizième tempête nommée, le septième cyclone tropical et le troisième ouragan majeur de la saison cyclonique 1995 dans l'océan Atlantique nord. Il est également le troisième cyclone à frapper les Antilles en environ deux semaines, après l'ouragan Iris et le bien plus puissant ouragan Luis.
Marilyn se forme le 12 septembre 1995 sous la forme d'une dépression tropicale à partir d'une onde tropicale qui s'est déplacée au large des côtes africaines le 7 septembre. Après sa formation, la dépression devient rapidement une tempête tropicale et s'intensifie progressivement en ouragan de catégorie 1 sur l’échelle de Saffir-Simpson au moment où elle frappe la Guadeloupe le 14 septembre. En entrant dans le nord-est de la mer des Caraïbes, une intensification rapide s'ensuit et culmine le 16 septembre au nord de Porto Rico en tant qu'ouragan de catégorie 3, peu de temps après avoir touché les Îles Vierges des États-Unis. Après s'être dirigée vers les Bermudes, Marilyn s'affaiblit et devient extratropicale le 22 septembre. La circulation résiduelle parcourt l'océan Atlantique du 23 septembre au 1er octobre, jusqu'au sud de la Nouvelle-Écosse.
Marilyn est responsable d'un total de treize décès, la plupart dus à des noyades sur des bateaux ou au large. Onze mille personnes se retrouvent sans abri sur l'île de Saint-Thomas et les dommages sont estimés à 2 milliards $US (de 1995) aux États-Unis. En Guadeloupe, les dégâts ont été très importants en Basse-Terre, le long de la Côte-sous-le-Vent, où 50 % des infrastructures touristiques sont touchées. On dénombre 1 blessé grave, 7 légers, 50 habitations détruites et 100 endommagées. Les dégâts provoqués aux cultures de Guadeloupe au titre des ouragans Luis et Marylin sont estimés à 730 millions de francs de l'époque.

## Évolution météorologique
Les origines de Marilyn proviennent d'une onde tropicale qui s'est formée au large des côtes africaines le 7 septembre 1995. Le système continue vers l'ouest pendant quelques jours à une vitesse de 31 km/h à côté d'un anticyclone d'altitude. Le 12 septembre, après que la convection ait augmenté, l'onde est déclarée dépression tropicale n° 15. La dépression se renforce rapidement, devenant la tempête tropicale Marilyn six heures plus tard. Un jour après avoir été nommée, elle est reclassée au statut d'ouragan, tout en tournant sur une trajectoire plus au nord-ouest,.
Durant les jours suivants, la trajectoire de Marilyn se dirige vers le nord-ouest et passe à 84 km au nord de la Barbade et de la Martinique, démentant les prévisions de la NHC. Il survole la Dominique, ainsi que les Îles des Saintes et le sud-ouest de la Guadeloupe sur l'île de Basse-Terre le 14 septembre, entraînant de fortes pluies et des vents violents,.

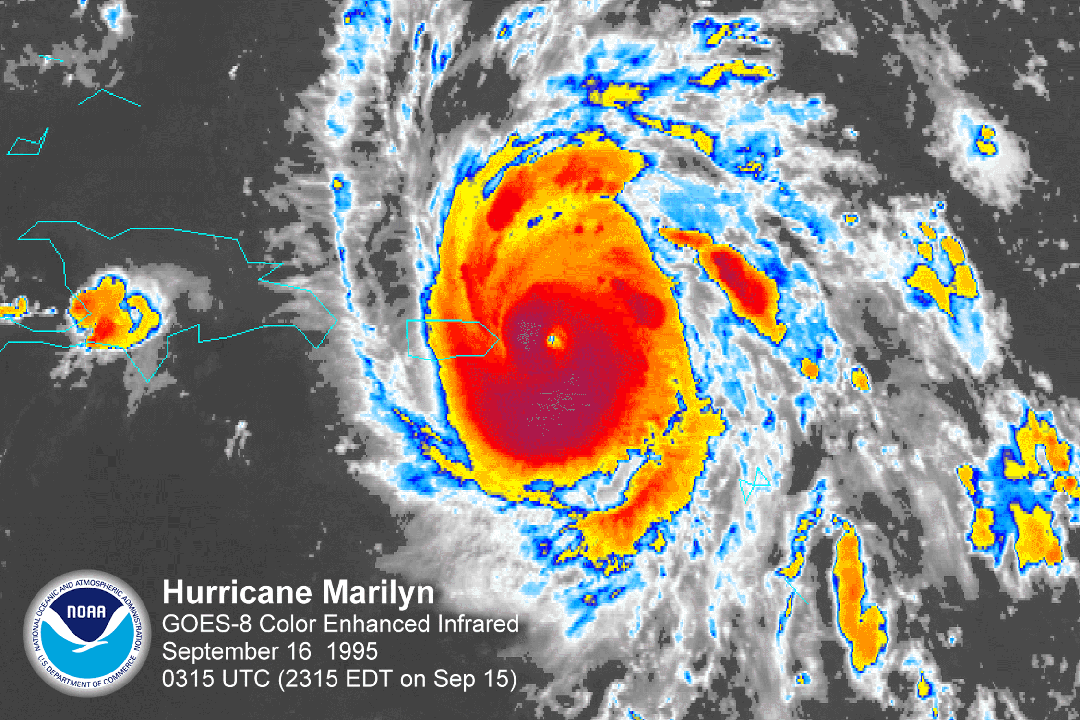
L'ouragan Marilyn près de Porto Rico.

Marilyn continue sa route vers le nord-ouest, rejoignant les Îles Vierges des États-Unis le 15 septembre, avec des vents de 180 km/h atteignant le statut d'ouragan de force 2. Le mur oculaire, à l'est-sud-est du centre de Marilyn, passe au-dessus de Saint-Thomas plus tard dans la journée. Après avoir survolé Porto Rico, Marilyn retourne dans l'océan Atlantique le 16 septembre.
Une dépression se forme près de Marilyn, ce qui pourrait avoir accru la puissance du système. Un œil apparaît au centre de l'ouragan, qui atteint une intensité maximale de 949 hPa et des vents de 185 km/h, avec des maximum de 200 km/h, devenant un ouragan de catégorie de force 3,. Le système s'affaiblit ensuite rapidement, ,causé par le cisaillement de vent d'ouest et l'air sec entraîné dans le système, un mur de l'œil en décomposition et des eaux particulièrement fraîches remontées par la puissante tempête précédente, l'ouragan Luis. Marilyn, alors en statut d'ouragan de catégorie 1, passe à environ 280 km à l'ouest des Bermudes le 19 septembre, puis s'affaiblit jusqu'à devenir inférieur au statut d'ouragan et effectue sa transition extratropicale le 20 septembre, centré dans le nord-est de l'Atlantique. La circulation résiduelle continue de se déplacer de manière erratique à travers l'océan Atlantique central pendant encore 10 jours avant d'être absorbé par une dépression frontale le 30 septembre.
Un vol de reconnaissance a signalé de la grêle, ce qui est inhabituel pour les cyclones tropicaux.

## Préparatifs

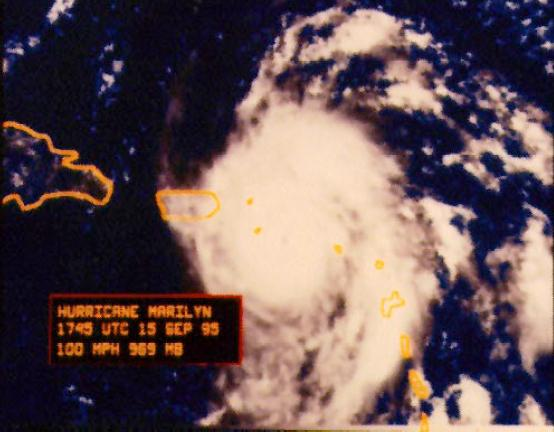
L'ouragan Marilyn traversant les îles Vierges le 15 septembre 1995.

Dix-sept veilles et/ou avertissements ont été émis concernant Marilyn. Les deux premiers sont une veille de tempête tropicale et un avertissement de tempête tropicale émis sur la Barbade, Saint-Vincent, les Grenadines, Sainte-Lucie et la Grenade le 12 septembre à 22 h UTC. Cinq heures plus tard, une veille de tempête tropicale est émise pour Trinité-et-Tobago. Un avertissement de tempête tropicale est ensuite émis pour Sainte-Lucie, Saint-Vincent, les Grenadines, la Grenade et Tobago à 9 h UTC le 13 septembre ,. À 21 h UTC, un avertissement d'ouragan est émis pour la Barbade, Saint-Vincent, les Grenadines, Sainte-Lucie et une veille d'ouragan pour la Dominique. Une alerte ouragan est diffusée pour la Martinique le 14 septembre. L'avertissement du 13 septembre à 21 h est également prolongé pour les Grenadines, Saint-Barthélemy et Saint-Martin. À 15 h UTC, Porto Rico est placée sous surveillance d'ouragan. À 17 h UTC, la Guadeloupe, Saint-Barthélemy et la partie française de Saint-Martin sont placées sous surveillance d'ouragan. Quatre heures plus tard, Porto Rico, les Îles Vierges des États-Unis, les britanniques et la Guadeloupe sont soumises à une alerte d'ouragan,.
Tout au long de la nuit, plusieurs veilles et alertes sont interrompues. À 15 h UTC le 15 septembre, la République dominicaine est placée sous surveillance d'ouragan à l'approche de Marilyn. Dans la nuit du 16 septembre, toutes les veilles et alertes actives sont interrompues. À peu près au même moment, une nouvelle veille d'ouragan est lancée pour les îles Turques et Caïques, Mayaguana, Acklins et Crooked Island au sud-est des Bahamas,,,. Cet avertissement est interrompu dans les 48 heures. À 15 h UTC le 18 septembre, les Bermudes sont soumises à une surveillance de tempête tropicale, qui est transformée en avertissement au bout de six heures. L'avertissement est interrompu le 19 septembre ,,,,.

## Conséquences
| Comté/Région | Décès | Dommage          | Source |
| ------------ | ----- | ---------------- | ------ |
| Saint-Thomas | 5     | 1,5 milliard $   | [ 5 ]  |
| Sainte-Croix | 1     | 350 millions $   | ,      |
| Saint John   | 1     | 150 millions $   | ,      |
| Porto Rico   | 1     | 300 millions $   | [ 19 ] |
| Inconnu      | 5     |                  | [ 2 ]  |
| Total        | 13    | ~2,3 milliards $ |        |

Marilyn a causé environ 2,3 milliards $US de dégâts et 13 décès dans les Îles Vierges des États-Unis et à Porto Rico. Le chiffre exact des dommages dans les Îles Vierges des États-Unis et à Porto Rico n'est pas disponible, bien que l'American Insurance Services Group ait évalué les dommages combinés à 875 millions $US. Outre les vents et la mer, une explication possible des lourds dégâts causés par la tempête pourrait être la complaisance des populations insulaires locales. Ainsi Marilyn a suivi les traces de Luis, un ouragan de catégorie 4 plus puissant qui devait initialement passer très près de Saint-Thomas selon les prévisions. Cela a incité les habitants à être particulièrement minutieux dans leurs préparatifs. Cependant, Luis est passé plus loin de l'île et a causé des dégâts relativement modérés. Les habitants des îles Vierges ont remis en question l'exactitude des avis  du National Hurricane Center, aggravant les dégâts causés par l'ouragan, simple tempête de catégorie 2.
Les dégâts sur Saint-Thomas ne sont pas sans rappeler ceux observés à Sainte-Croix en 1989, lorsque l'ouragan Hugo, un cyclone de catégorie 4, a causé des dégâts catastrophiques. Étant donné que Saint-Thomas est une île très vallonnée, il est possible que les vents soutenus sur les collines exposées (dont certaines ont des altitudes de plusieurs centaines de mètres au-dessus du niveau de la mer) soient nettement plus forts que les estimations de vitesse du vent au niveau de la mer données par les autorités. Les habitants ont également signalé des vortex de tornade dans certains quartiers.

### Martinique
Marilyn étant passé au nord de la Martinique, les précipitations culminent sur la côte Atlantique : 230 mm à Morne-Rouge, 227 mm à L'Ajoupa-Bouillon, 160 mm à Saint-Pierre et jusqu'à 150 mm à Ducos. Les rafales de vent les plus élevées signalées sont de 130 km/h à La Trinité, avec des vents soutenus de 93 km/h,.

### Guadeloupe
| Rang | Année | mm  | Cyclone       | Localisation     | Référence |
| ---- | ----- | --- | ------------- | ---------------- | --------- |
| 1    | 1995  | 582 | Luis          | Soufrière        |           |
| 2    | 2022  | 534 | Fiona         | Saint-Claude     | [ 20 ]    |
| 3    | 1995  | 508 | Marilyn       | Saint-Claude     | [ 21 ]    |
| 4    | 1999  | 466 | Lenny         | Port-Louis       | [ 22 ]    |
| 5    | 1989  | 389 | Hugo          |                  |           |
| 6    | 1996  | 318 | Hortense (en) | Maison du Volcan | [ 23 ]    |
| 7    | 2004  | 300 | Jeanne        |                  |           |
| 8    | 1964  | 223 | Cleo (en)     | Deshaies         | [ 21 ]    |
| 9    | 2009  | 200 | Erika         |                  |           |
| 10   | 2010  | 165 | Earl          | Sainte-Rose      | [ 24 ]    |

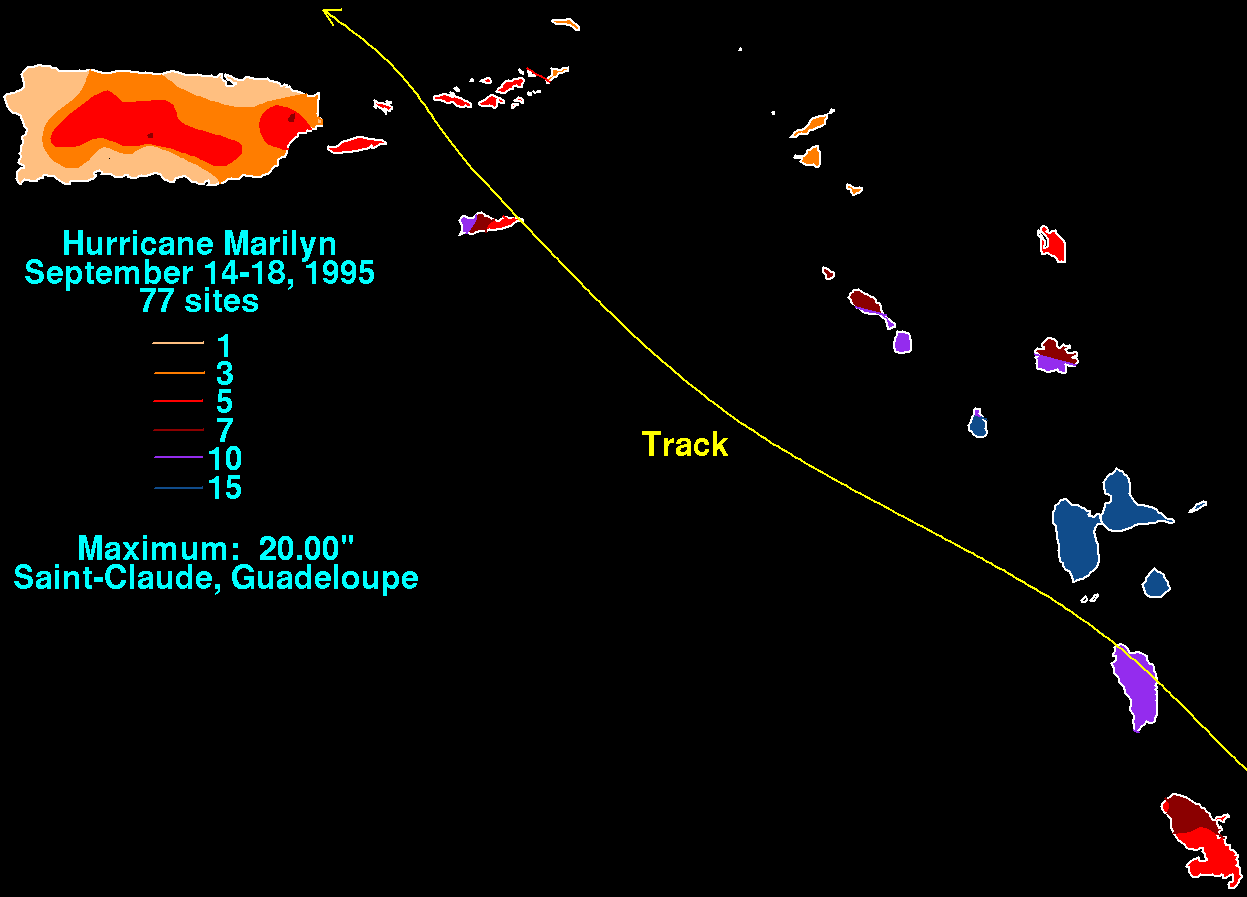
Les précipitations dues à Marilyn.

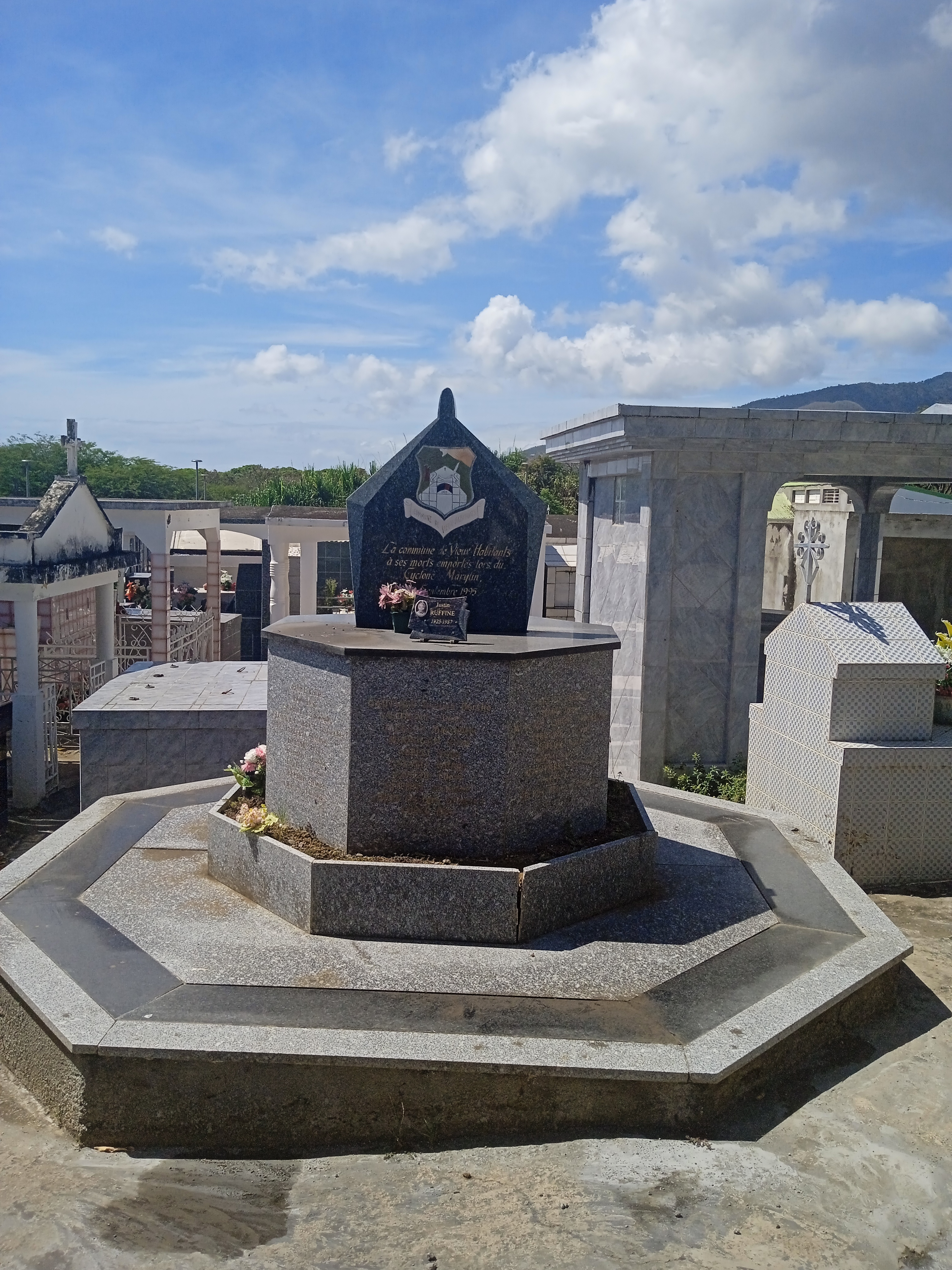
Monument en hommage aux victimes du cyclone Marylin dans le cimetière de Vieux-Habitants

L'ouragan Marilyn traverse directement les îles des Saintes et la partie sud de l'île de Basse-Terre dans la nuit du 14 au 15 septembre 1995, apportant le total de précipitations le plus élevé connu pour un cyclone tropical en Guadeloupe. Les précipitations sur 12 heures atteignent 508 mm à Saint-Claude, 485 mm à Basse-Terre et 448 mm à Gaba. Les rafales de vent les plus intenses sont de 135 km/h à Marie-Galante, 84 km/h au Raizet et 109 km/h à La Désirade. La pression minimale enregistrée est de 989 hPa en Basse-Terre,.
Marilyn est l'un des trois cyclones qui ont touché la région en 1995 après la tempête tropicale Iris et l'ouragan Luis, le total des dégâts étant estimé à près de 500 millions de francs.
Le déluge qui s'est abattu sur la Basse-Terre provoque des glissements de terrain et des crues violentes qui emportent arbres, maisons, routes et détruit en partie les réseaux d'éléctricité, de téléphone et d'eau potable. 50 % des infrastructures touristiques sont endommagées le long de la Côte-sous-le-vent, à l'ouest de la Basse-Terre. La route des Mamelles est fermée plusieurs mois dû à un éboulement.
Le bilan est de 1 blessé grave, 7 légers, 50 habitations détruites, 100 endommagées.

### Îles Vierges des États-Unis

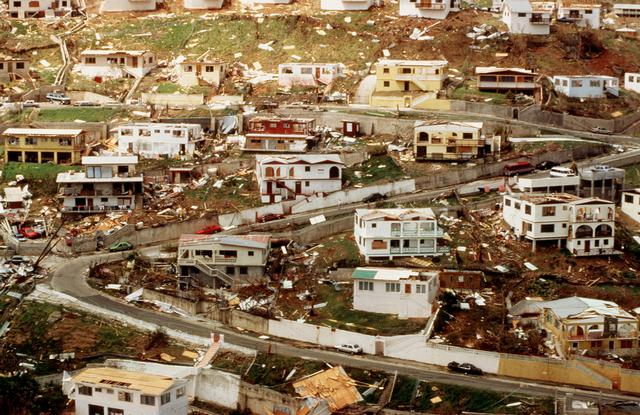
Dommages causés par Marilyn à Saint-Thomas.

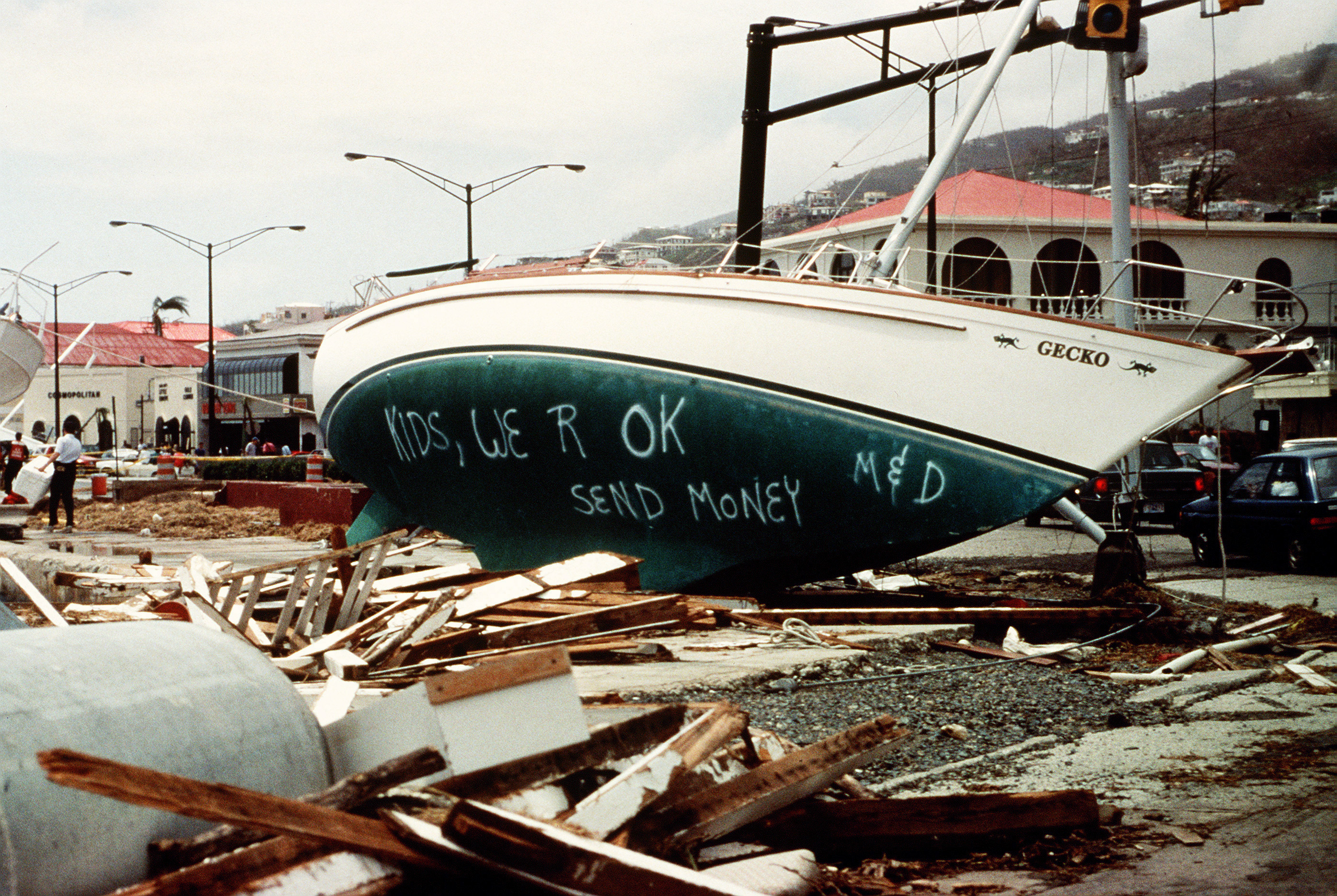
Voilier échoué à Saint-Thomas utilisé comme panneau d'affichage.

La vitesse de vent la plus élevée mesurée après le passage de Marilyn au-dessus de l'île de Sainte-Croix est de 160 km/h. Les précipitations les plus élevées sont de 296 mm à Annually.
L'île de Saint-Thomas est la plus durement touchée, où environ 80 % des maisons et des entreprises sont endommagées ou détruites, y compris l'hôpital et l'usine de dessalement de l'eau. Cinq personnes sont tuées. La FEMA a estimé les pertes à 1 milliard de dollars, tandis qu'un groupe de recherche économique des îles Vierges américaines a estimé le bilan des dégâts à 3 milliards de dollars.

### Porto Rico
Les précipitations les plus élevées signalées à Porto Rico à la suite de l'ouragan Marilyn sont de 140 mm à Naguabo et à Luquillo Pico Del Este. Les rafales les plus élevées signalées sont de 201 km/h à Culebra. L'ouragan a survolé les îles de Vieques et Culebra, où elle a causé de nombreux dégâts.
Des inondations importantes sont signalées dans le nord et l'est de Porto Rico, forçant 12000 personnes à quitter leur domicile pour rejoindre des abris. Une personne est tuée à Culebra. Le président Bill Clinton déclare Porto Rico zone sinistrée fédérale, la rendant ainsi accessible à l'aide fédérale.

### Ailleurs
La rafale la plus élevée signalée à Antigua est de 80 km/h. Le service météorologique d'Antigua signale que l'île a subi d'importantes inondations et des dégâts aux plantations de bananiers. Les autres dégâts signalés sont dus au vent.
Les Bermudes ont signalé des vents soutenus de 72 km/h et une rafale maximale de 97 km/h. À Saint-Martin, les vents soutenus étaient de 68 km/h et la rafale maximale était de 98 km/h avec des cumuls de précipitations de 85 mm. La rafale la plus élevée à Saint-Barthélemy était de 95 km/h.

## Aide

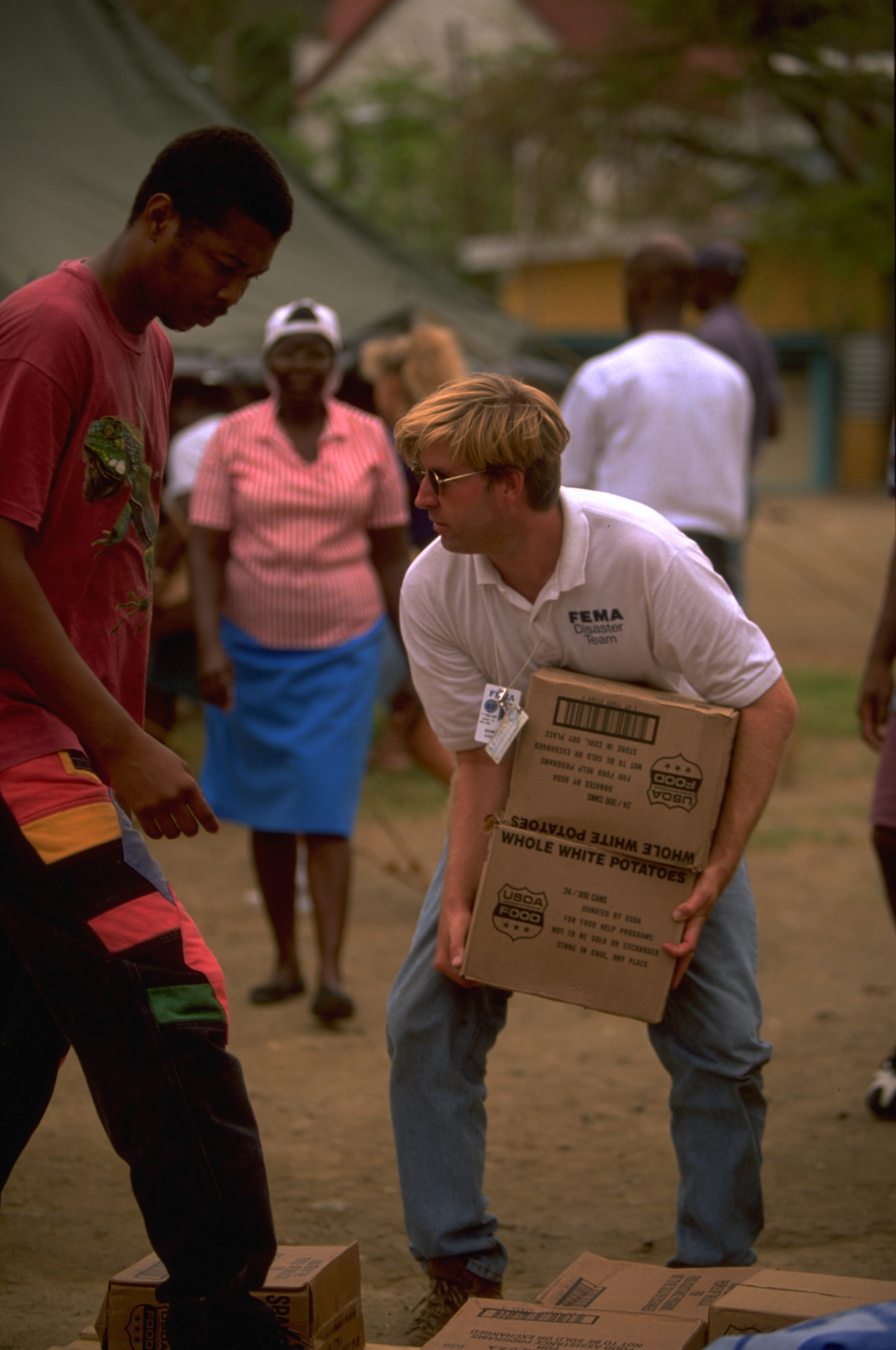
La FEMA distribue de la nourriture, de l'eau et des vêtements dans les îles Vierges des États-Unis.

### Porto Rico
À la suite de l'ouragan Marilyn, des secours sont envoyés à Porto Rico et aux Îles Vierges des États-Unis. Les responsables de la FEMA ont installé des camps sur les îles pour distribuer de la nourriture, de l'eau et des abris.

### Îles Vierges des États-Unis
Le président des États-Unis, Bill Clinton, déclare les îles Vierges américaines zone sinistrée fédérale, les rendant ainsi accessibles à l'aide fédérale. Cependant, la Garde nationale n'apparaît à Saint-Thomas que deux jours après l'ouragan et la FEMA trois jours après. Entre-temps, d'importants pillages, notamment dans les épiceries, ont empêché une distribution ordonnée de nourriture et d'eau. Plus de 2 100 personnels de l'agence fédérale sont déployés pour aider au nettoyage après l'ouragan Marilyn. Des équipes de plongée sont envoyées pour vérifier les dommages causés au port et des membres de la marine américaine travaillent à la réparation des bâtiments publics. Les forces militaires et de sécurité comprennent environ 500 personnels de l'armée de terre, de l'air et de la marine, 500 gardes nationaux et 500 membres des forces de l'ordre fédérales. L'hôpital de Saint-Thomas reste ouvert mais en fonctionnement avec des générateurs.

## Notoriété et retrait
Marilyn est le dernier de trois ouragans à avoir touché les Petites Antilles, en particulier la Dominique et la Guadeloupe, sur une courte période au cours de la saison 1995. Le premier était Iris, fin août, et le second, Luis, dix jours avant Marilyn.
En raison des destructions intenses dans les îles Vierges des États-Unis, le nom Marilyn est retiré au printemps 1996 et n'est plus utilisé pour une tempête tropicale de l'Atlantique Nord. Il a été remplacé par le nom Michelle pour la saison 2001 (également retiré après cette saison-là).